# Kargat
Kargat (ros. Каргат) – miasto w obwodzie nowosybirskim w Rosji. Liczba ludności wynosiła ok. 11 tys. w 2005 r.

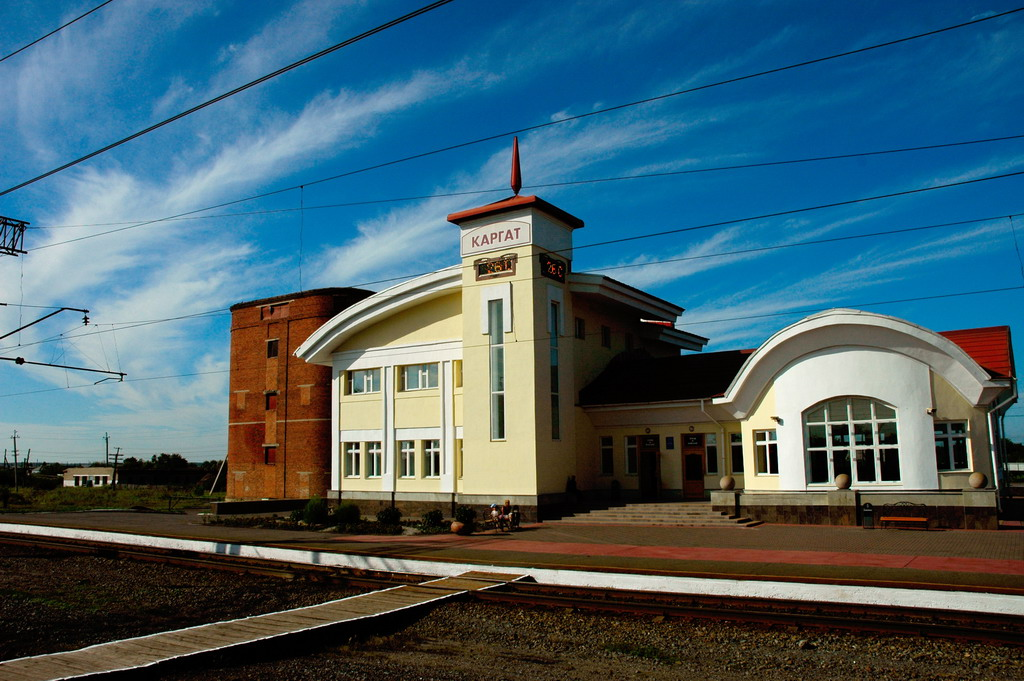
Dworzec kolejowy w Kargacie